# Holger A. Dux
Holger Albert Matthias Dux (* 23. April 1958 in Königswinter) ist ein deutscher Bauhistoriker und Autor lokalhistorischer Publikationen zu den Regionen Aachen und Köln.

## Leben
Der als Sohn des Elektroingenieurs Joseph Dux und der kaufmännischen Angestellten Cäcilia Maria geb. Ried geborene Holger A. Dux besuchte von 1965 bis 1968 die Katholische Volksschule in Niederdollendorf und danach bis zur Ablegung des Abiturs im Jahr 1977 das private Ernst-Kalkuhl-Gymnasium in Oberkassel. Nach Ableistung des Grundwehrdienstes bei einer Fernmeldeeinheit der Bundeswehr in Rheinbach begann er 1978 mit einem Architekturstudium an der RWTH Aachen, das er 1987 mit dem Diplom abschloss. Während des Studiums wurde Dux 1978 Mitglied der Aachener Burschenschaft Alania. 1992 wurde er an der RWTH Aachen im Fach Baugeschichte bei Ingeborg Schild mit der Dissertation über den Kölner Architekten Heinrich Nagelschmidt zum Doktor-Ingenieur promoviert. Korreferent war Günter Urban.
Zunächst als Grafiker bei einem Aachener Unternehmen tätig, arbeitet Holger A. Dux seit seiner Promotion als pädagogischer Mitarbeiter der Volkshochschule Aachen, veröffentlicht zahlreiche Publikationen und Aufsätze, veranstaltet Führungen und Vorträge im nördlichen Rheinland und benachbarten Ausland zu historischen und stadtgeschichtlichen Themen und ist engagiert in verschiedenen Vereinen und Gremien, darunter der Rheinische Verein für Denkmalpflege und Landschaftsschutz.

## Schriften (Auswahl)
- Heinrich Nagelschmidt. Leben und Werk eines Kölner Privatbaumeisters 1822–1902. Dissertation, RWTH Aachen 1992.
- Geschichte(n) aus Stein und Stuck. Ein baugeschichtlicher Rundgang durch das Aachen zwischen den beiden Weltkriegen. G. Mainz Verlag, Aachen 1997, ISBN 3-89653-117-4.
- Das war das 20. Jahrhundert in Aachen. Wartberg Verlag, Gudensberg 2001, ISBN 3-8313-1167-6.
- Aachen von A bis Z. Wissenswertes in 1500 Stichworten über Geschichte, Kunst und Kultur. Aschendorff Verlag, Münster 2003, ISBN 3-402-05465-5.
- Weißt du noch? Geschichten und Anekdoten aus Aachen in Wirtschaftswunderzeiten. Schlagerfestival im Edenpalast, Josephine Baker in der Femina, Nylesthemden, Petticoats und Rock'n Roll. Herkules Verlag, Kassel 2007, ISBN 978-3-937924-66-3.
- Aachen so wie es war. Überarbeitete Neuauflage, Droste Verlag, Düsseldorf 2011, ISBN 978-3-7700-1429-3.
- Aachen und die Eifel (= Regionen NRW, Band 8). Aschendorff Verlag, Münster 2012, ISBN 978-3-402-05504-5.
- Der Jüdische Friedhof Aachen Lütticher Straße, Mayersche Buchhandlung, Aachen 2022, ISBN 978-3-87519-266-7